# Пендер, Джон
Джон Пендер (англ. John Pender, 10 сентября 1816 — 7 июля 1896) — английский промышленник и торговец, один из крупнейших инвесторов прокладки первого трансатлантического телеграфного кабеля и основатель Англо-Американской телеграфной компании («Anglo-American Telegraph Company»).

## Биография
Родился в Вейл-оф-Левен, в Шотландии, и после окончания школы в Глазго стал преуспевающим купцом, торговал текстилем в Глазго и в Манчестере. Член английского парламента. В 1888 году стал Рыцарем-Командором, а в 1892 году — Рыцарем Великого Креста Ордена Святого Михаила и Святого Георгия.

### Прокладкатрансатлантического телеграфного кабеля
После обрыва первого телеграфного кабеля на дне Атлантического океана в 1858 году Сайрус Филд, основатель «Atlantic Telegraph Company», начал собирать деньги на новую прокладку. Более того, ему удалось привлечь к «безнадёжному проекту» новых акционеров. 7 апреля 1864 года объединились две фирмы, которые до этого делили между собой сферу производства подводного телеграфного кабеля — «Gutta-percha», изготовлявшая сердечник кабеля, и «Glass, Elliott and Company», производившая его бронирование. Теперь всё сконцентрировалось в «Telegraph Construction and Maintenance Company» («Telcon»). Директора этой компании, председателем которой стал Джон Пендер, были крайне заинтересованы в сооружении трансатлантического телеграфа и не сомневались в успехе предприятия. Это послужило причиной того, что «Telcon» немедленно ассигновала Филду 315 тысяч фунтов стерлингов. 285 тысяч фунтов стерлингов, недостающие до суммы в 600 тысяч, необходимой по расчётам для осуществления проекта, Филд достал сам у представителей частного капитала. В итоге со второй попытки пароход четырёхтрубный «Грейт Истерн» соединил два континента телеграфным кабелем.
В 1872 году Джон Пендер и Джейм Андерсон, бывший капитаном на «Грейт Истерн» во время исторической прокладки, основали компанию «Eastern Telegraph Company», объединившую множество мелких телеграфных компаний Старого и Нового света. Эта компания прокладывала первый кабель в Индию через Одессу. В 1934 году она получила новое название — «Cable&Wireless». Эта компания на сегодняшний день является не только владелицей примерно трети мирового километража кабелей, но и ведущим мировым провайдером веб-хостинга.